# 里托拉
里托拉（Rithora），是印度北方邦Bareilly县的一个城镇。总人口14044（2001年）。

## 人口
该地2001年总人口14044人，其中男性7479人，女性6565人；0—6岁人口3064人，其中男1658人，女1406人；识字率33.08%，其中男性为40.82%，女性为24.27%。